# 吳明鴻 (法官)
吳明鴻（1953年10月25日—），中華民國法官、檢察官，曾任最高行政法院院長。吳明鴻於政大法律系畢業後取得政大地政研究所碩士學位，司法官訓練所第十八期結業，歷任新竹、台北地方法院檢察處檢察官、桃園、板橋地方法院法官、新竹地方法院、台北地方法院士林分院法官兼庭長、台灣高等法院法官、行政法院評事、最高行政法院法官、台中、台北高等行政法院法官兼院長等職位，亦曾擔任台中、台北高等行政法院院長。

## 生平
吳明鴻出身中華民國基層檢察官、法官，歷任多間地方法院法官。
2016年6月15日出任臺北高等行政法院法官兼院長。
2018年7月2日出任最高行政法院法官兼庭長。
2020年12月31日接替藍獻林，接任最高行政法院院長，為目前最高行政法院法官中最資深的一位。
2023年10月20日總統令：最高行政法院院長吳明鴻已准退職，應予免職。此令自2023年10月25日生效。

## 家庭
妻子林美珠，曾任行政院政務委員、勞動部部長，台灣金聯資產管理公司董事長。
林美珠為中華民國第14、15任總統蔡英文的表姐，所以吳明鴻為蔡英文的表姐夫。